# Kazuki Fujita
Kazuki Fujita (jap. 藤田 和輝, Fujita Kazuki; * 19. Februar 2001 in der Präfektur Niigata) ist ein japanischer Fußballspieler.

## Karriere
Kazuki Fujita erlernte das Fußballspielen in der Jugendmannschaft von Albirex Niigata. Hier unterschrieb er 2019 auch seinen ersten Profivertrag. Der Verein aus Niigata spielte in der zweiten japanischen Liga, der J2 League. In seiner ersten Saison kam er nicht zum Einsatz. Sein Zweitligadebüt gab er am 27. Juni 2020 im Auswärtsspiel gegen Ventforet Kofu. Hier stand der Torwart in der Startelf und spielte die kompletten 90. Minuten. Bis Ende 2021 stand er 23-mal im Tor des Zweitligisten. Am 1. Februar 2022 wechselte er auf Leihbasis zum Ligakonkurrenten Tochigi SC. Bei dem Verein aus Utsunomiya stand er zwei Spielzeiten, in denen er 39 Ligaspiele bestritt, unter Vertrag. Zu Beginn der Saison 2024 wechselte er im Februar 2024 ebenfalls auf Leihbasis zum Zweitligisten JEF United Ichihara Chiba. Hier bestritt er 24 Ligaspiele. Nach der Ausleihe kehrte er im Januar 2025 zu Albirex zurück.